# Kalinowka (Kraj Nadmorski)
Kalinowka (ros. Калиновка) – wieś (sieło) w Rosji, w Kraju Nadmorskim, w rejonie spaskim. W 2010 liczyła 135 mieszkańców.